# Argumento ad baculum
Un argumento ad baculum es una falacia que implica sostener la validez de un argumento basándose en la fuerza inapropiada o inadecuada, dentro de la amenaza o en el abuso de la posición propia; en otras palabras: «La fuerza hace el derecho».
El argumento ad baculum se puede considerar como un subtipo de la falacia ad consequentiam o como un subtipo de la falacia argumento de autoridad. En el primer caso, interpretaríamos que el argumentante se ve forzado a admitir la validez de la falacia para evitar las consecuencias negativas de no hacerlo (por ejemplo la violencia); mientras que, en el segundo caso, entenderíamos que el argumentante admitiría la validez de la conclusión falaz ante la autoridad que reclama la falacia (autoridad basada no en el conocimiento como en el argumento de autoridad clásico, sino en la fuerza). Aunque estas interpretaciones son factibles, el argumento ad baculum ―dado lo extendido de su uso y la importancia en la argumentación política y periodística falaz― se suele considerar un tipo de falacia independiente.
Esta falacia es opuesta a la apelación a la misericordia, que consiste en defender un argumento como válido por el hecho de que el que lo sostiene merezca piedad por alguna circunstancia.

## Uso
Esta falacia se presenta de dos modos: como falacia lógica y como falacia no lógica; analizaremos estos dos usos a continuación.
El uso del argumentum ad baculum es fácilmente identificable y neutralizable en una argumentación cuando se manifiesta de manera explícita; sin embargo, lo más común es que se oculte su uso con insinuaciones veladas. Este carácter generalmente implícito de su uso hace que su fuerza en la argumentación sea más sutil, pero no menos destructiva para el discurso racional. Por ejemplo, raramente esta falacia se presenta de esta manera: «Si no crees en X, te golpearé», sino más bien así: «Yo creo en X y tengo capacidad de ejercer la fuerza. ¿Tú en qué crees?». Es claro en el ejemplo segundo el uso de esta falacia, aunque no se presente con total explicitud la amenaza.
Un tipo de falacia estrechamente ligada al argumentum ad baculum es el argumentum ad terrorem. Las opiniones son divergentes sobre su relación: hay quienes consideran que ad terrorem es un subtipo del argumento ad baculum; otros autores sostienen que ambas denominaciones se refieren a una misma falacia, y, finalmente, hay quien mantiene que son dos tipos de falacias diferenciadas.
A escala internacional, «baculum» («palo») significa «guerra» o «amenaza de guerra». Harry Hopkins ejemplifica este argumento falaz en un diálogo entre Stalin y Churchill, en el cual el segundo alegaba los consejos del papa a la hora de discutir medidas durante la Segunda Guerra Mundial. No falto de reflejos, el líder comunista contestaba: «¿Cuántas divisiones dice usted que tiene el papa para el combate?».

### Como argumento lógico
Como falacia lógica el argumentum ad baculum tiene la siguiente forma:
1. Si X no acepta que Y es verdadero entonces ocurrirá Z (siendo Z una coacción o ataque contra X).
2. Por lo tanto, Y es verdadero.

Este argumento es falaz, ya que el ataque o coacción no dicen nada de la validez o invalidez de Y. Esta falacia fue identificada ya en la Edad Media, aunque su uso es tan antiguo como el hombre.

#### Ejemplos
- A: Yo pienso que a los gatos no se les debe dejar en libertad en la calle, porque causan muchas muertes innecesarias de otros animales.

B: Pues yo tengo un gato, y me da igual lo que pienses, porque yo a mi gato lo dejaré estar libremente fuera de casa.
Refutación: B no dice nada para rebatir el argumento de A, sino que zanja la discusión.

### Como argumento no lógico
Otra es la forma no lógica de esta falacia:
1. Si X no acepta que Y es verdadero, entonces ocurrirá Z (siendo Z una coacción o ataque contra X).
2. Por lo tanto, X debería aceptar la verdad de Y para evitar Z.

Esta es una forma no lógica de la falacia, ya que la conclusión no dice nada de la validez o invalidez de Y, sino únicamente la conveniencia de X de aceptar su verdad para evitar una consecuencia Z. La conclusión es de naturaleza pragmática: da unas pautas de conducta para X encaminadas a evitar Z. Sin embargo, X podría no desear evitar Z por razones éticas o de sentido práctico (minusvaloración del riesgo real de la amenaza, por ejemplo). El tipo no lógico, por las razones antes aducidas, de la falacia ad baculum es mucho más frecuente que el tipo lógico.

#### Ejemplos
- «Si no pagas tus impuestos, entonces te embargarán tu sueldo y tus propiedades; por lo tanto, si no quieres verte convertido en un indigente debes pagar tus impuestos» (la proposición indica que, si no pagas tus impuestos, el desenlace principal será que acabarás preso, y no que el fisco recaudará menos dinero para financiar servicios públicos, el motivo para que existan los impuestos en primer lugar).

- «Si no usas tu cinturón de seguridad, la policía te multará. Por lo tanto, si ves a un policía cerca, utiliza tu cinturón de seguridad para evitar ser multado» (y no por las razones de seguridad que implican el llevar puesto el cinturón).

- «Si Irán sostiene su derecho a usar energía atómica con fines civiles, deberá enfrentarse a las decisiones que tome la comunidad internacional. Luego Irán no debe usar energía atómica con fines civiles».